# Cranachstraße 28a (Weimar)

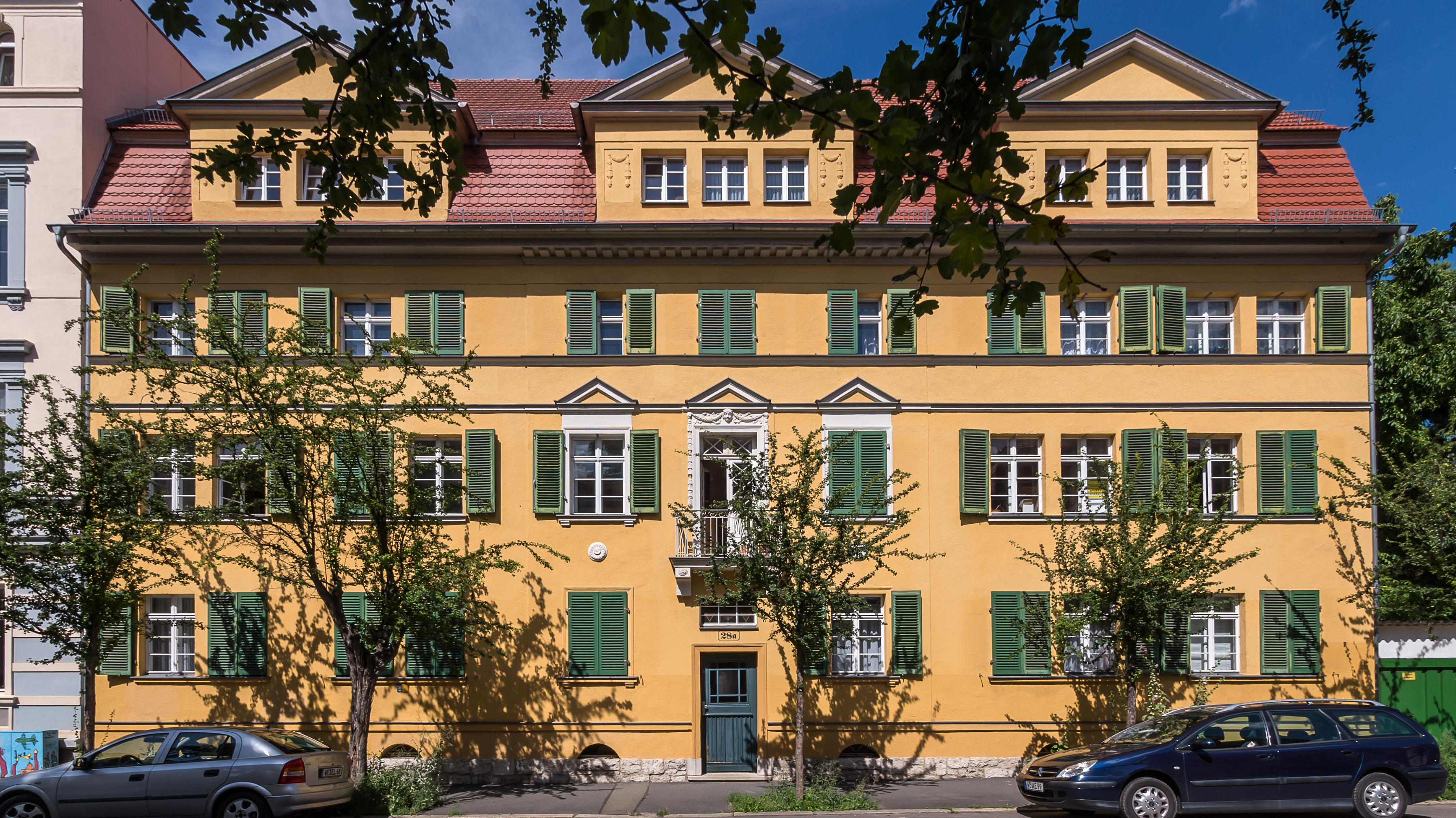
Cranachstraße 28

Das Haus Cranachstraße 28a ist ein Mehrfamilienhaus des Heimatstils in der Westvorstadt von Weimar.
Dieses Mehrfamilienhaus entstand 1923/24 nach Plänen des Regierungsbauamtes im Auftrag der Thüringer Staatsbank. In einem Viertel, das geprägt ist durch Villen und langgestreckte Häuser des Historismus und des Jugendstils bildet dieses Gebäude in seiner Erscheinung eine Ausnahme. Es ist dreigeschossig und langgestreckt mit einem Mansarddach versehen. Die Verzierungen sind an den Mansarden und an der Mittelachse über dem Eingang und an den Fenstern vorhanden. An den übrigen Fenstern sind Fensterläden.
Es ist ein Bau, der dazu errichtet wurde, dem durch die Neubildung des Thüringischen Ministeriums und seine Vermehrung des Beamtenkörpers hervorgerufenen Wohnungsmangel zu begegnen.